# Agapetes neriifolia
Agapetes neriifolia är en ljungväxtart som först beskrevs av George King och Prain, och fick sitt nu gällande namn av Airy Shaw. Agapetes neriifolia ingår i släktet Agapetes och familjen ljungväxter. Utöver nominatformen finns också underarten A. n. maxima.